# Кютинен, Даниил Иванович
Дании́л Ива́нович Кю́тинен (фин. Daniel Ivaninpoika Kytönen; 1883, Российская Империя — 3 февраля 1942, Ленинград, СССР) — пекарь из Ленинграда, финн по национальности. Известен тем, что, работая на хлебозаводе во время блокады Ленинграда, умер от истощения прямо на рабочем месте, не позволив себе съесть ни грамма выпекаемого им хлеба.

## Биография
Родился в 1883 году (по некоторым данным, в Санкт-Петербурге, в семье русских финнов). Проживал в Ленинграде на Большеохтинском проспекте, дом 68. Всю жизнь проработал пекарем.
В годы блокады Ленинграда Даниил Кютинен трудился на хлебозаводе (по ряду свидетельств, на Левашовском хлебозаводе), выпекая хлеб для жителей осаждённого города. Условия работы были крайне тяжёлыми: в цехах зимой стоял мороз, и, чтобы тесто поднялось, пекари жгли костры прямо в помещениях и укутывали тесто ватниками. Несмотря на то, что Финляндия была союзником нацистской Германии, Кютинену, этническому финну, было доверено производство хлеба.
3 февраля 1942 года в возрасте 59 лет Даниил Кютинен скончался от дистрофии (голода) на своём рабочем месте, у печи. В свидетельстве о смерти, выданном 4 февраля 1942 года, причиной гибели указана дистрофия. Он не позволил себе съесть ни грамма выпекаемого им хлеба, чтобы сохранить собственную жизнь.
Имя Даниила Кютинена внесено в Книгу памяти блокады Ленинграда. Согласно одним данным, похоронен на Шуваловском кладбище. По другим сведениям, в частности, указанным в Книге Памяти (том 17), местом захоронения является Пискарёвское кладбище (братская могила). Запись в Книге памяти указывает: «Кютинен Даниил Иванович, 1883 г.р. Место проживания: Большеохтинский пр., д. 68. Дата смерти: февраль 1942. Место захоронения: Пискаревское кладб. (Блокада, т. 17)».

## Подвиг и память
Поступок Даниила Кютинена расценивается как проявление высокого героизма, силы духа и самопожертвования. Его история стала одним из символов трагедии и мужества ленинградцев в годы блокады. О нём упоминается, например, в книге «Азбука блокадного Ленинграда» Евгения Лукина.
В публикациях и общественных обсуждениях поднимался вопрос об отсутствии в Санкт-Петербурге мемориальной доски в честь Даниила Кютинена.